# Kaliujînți, Sribne
Kaliujînți (în ucraineană Калюжинці) este o comună în raionul Sribne, regiunea Cernihiv, Ucraina, formată numai din satul de reședință. În secolul al XIX-lea, satul făcea parte din volostul Sokîrînți, uezdul Prîlukî.

## Demografie
Componența lingvistică a comunei Kaliujînți
     Ucraineană (99,26%)
     Alte limbi (0,74%)
Conform recensământului din 2001, majoritatea populației comunei Kaliujînți era vorbitoare de ucraineană (99,26%), existând în minoritate și vorbitori de alte limbi.